# Röstfein

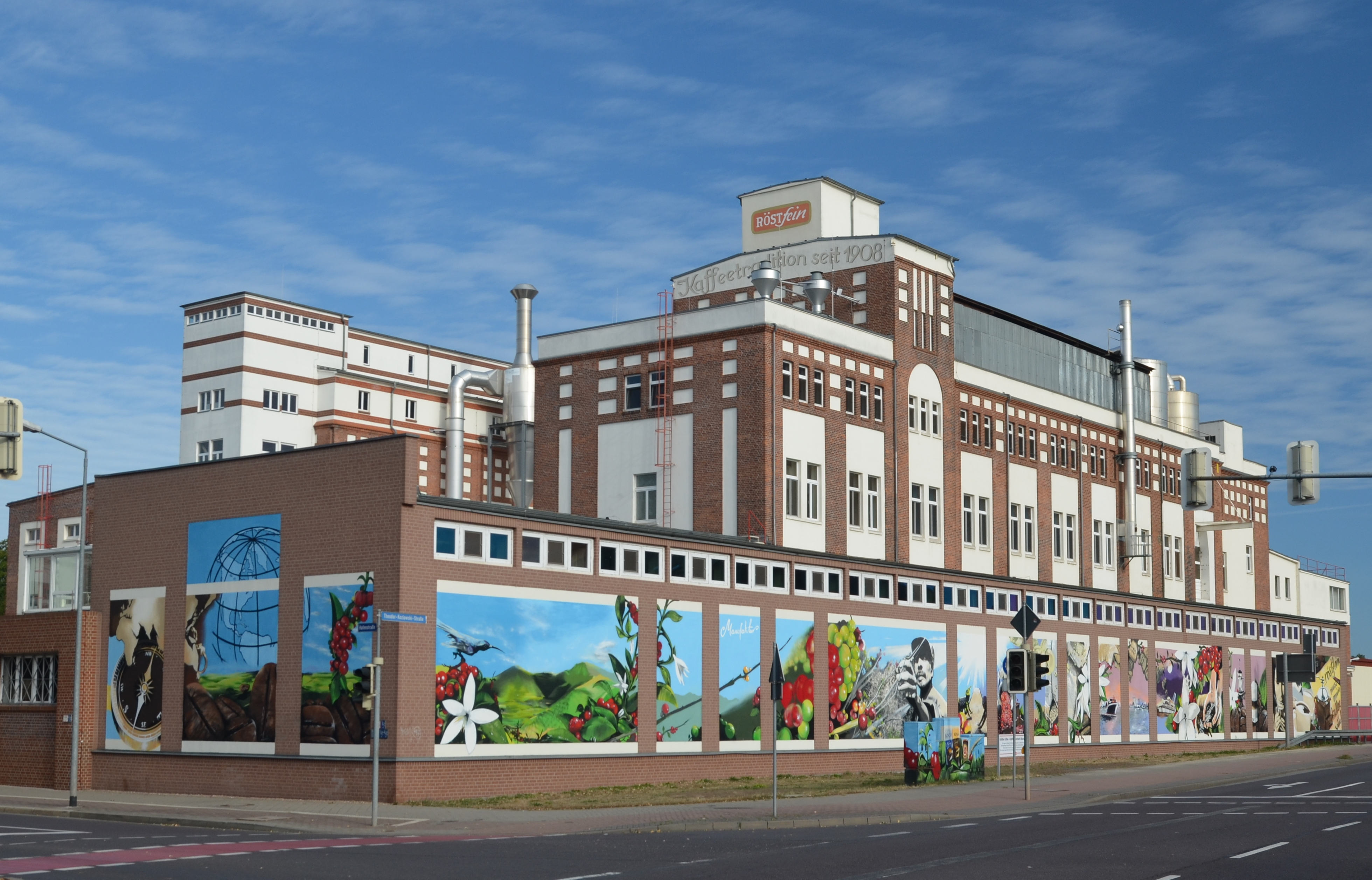
Röstfein-Werk in Magdeburg mit Kaffee-Graffiti-Kunstwerk

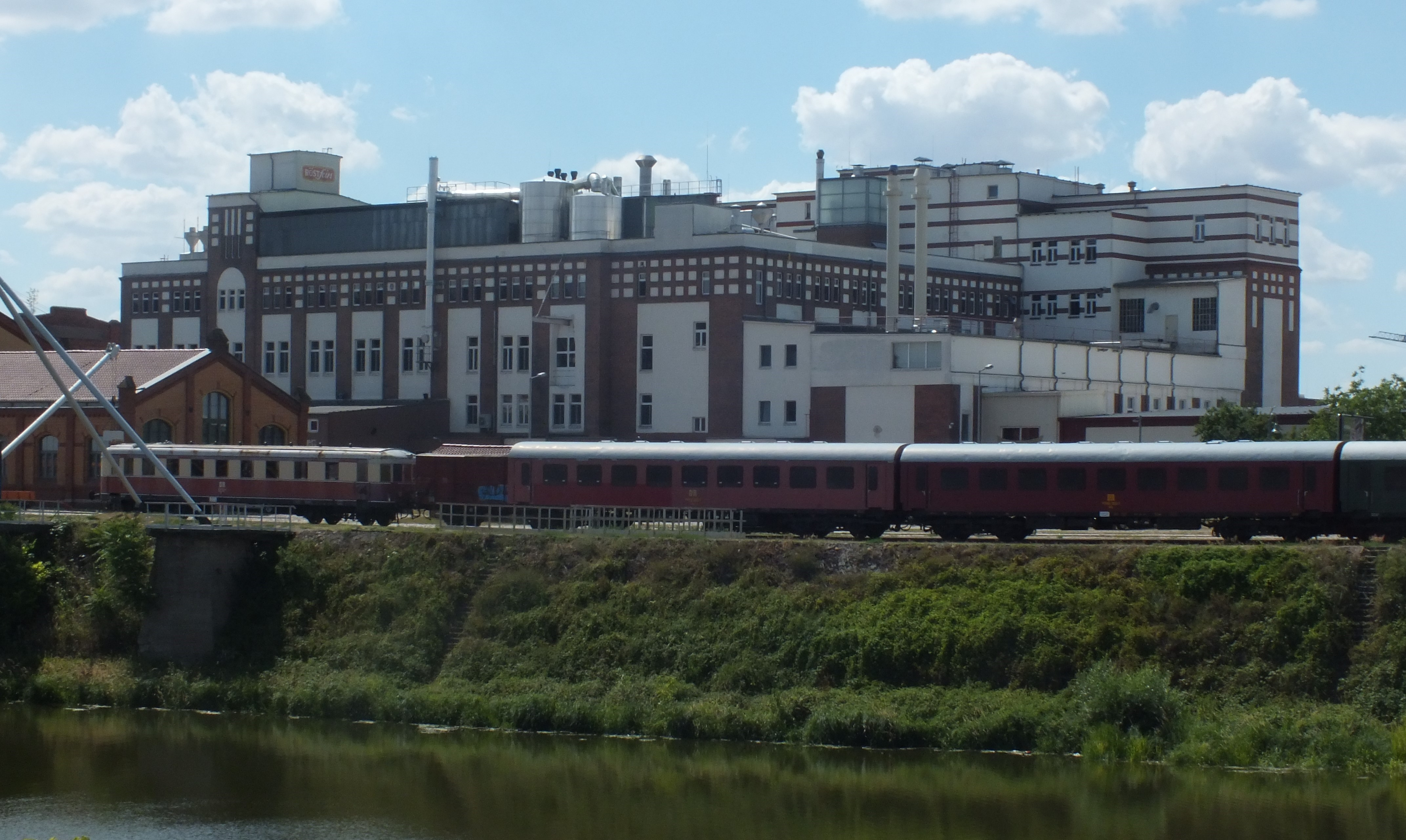
Röstfein-Werk aus Sicht des Magdeburger Hafens

Röstfein ist eine deutsche Kaffeemarke. Sie gehört der Röstfein Kaffee GmbH, die ihren Unternehmens- und Produktionssitz in Magdeburg (Sachsen-Anhalt) hat. Röstfein ist eine 100%ige Tochter der Zentralkonsum eG. Bekanntestes Erzeugnis ist die Kaffeesorte Rondo Melange, die zu den bedeutendsten und beliebtesten ostdeutschen Genussmitteln zählt.

## Geschichte

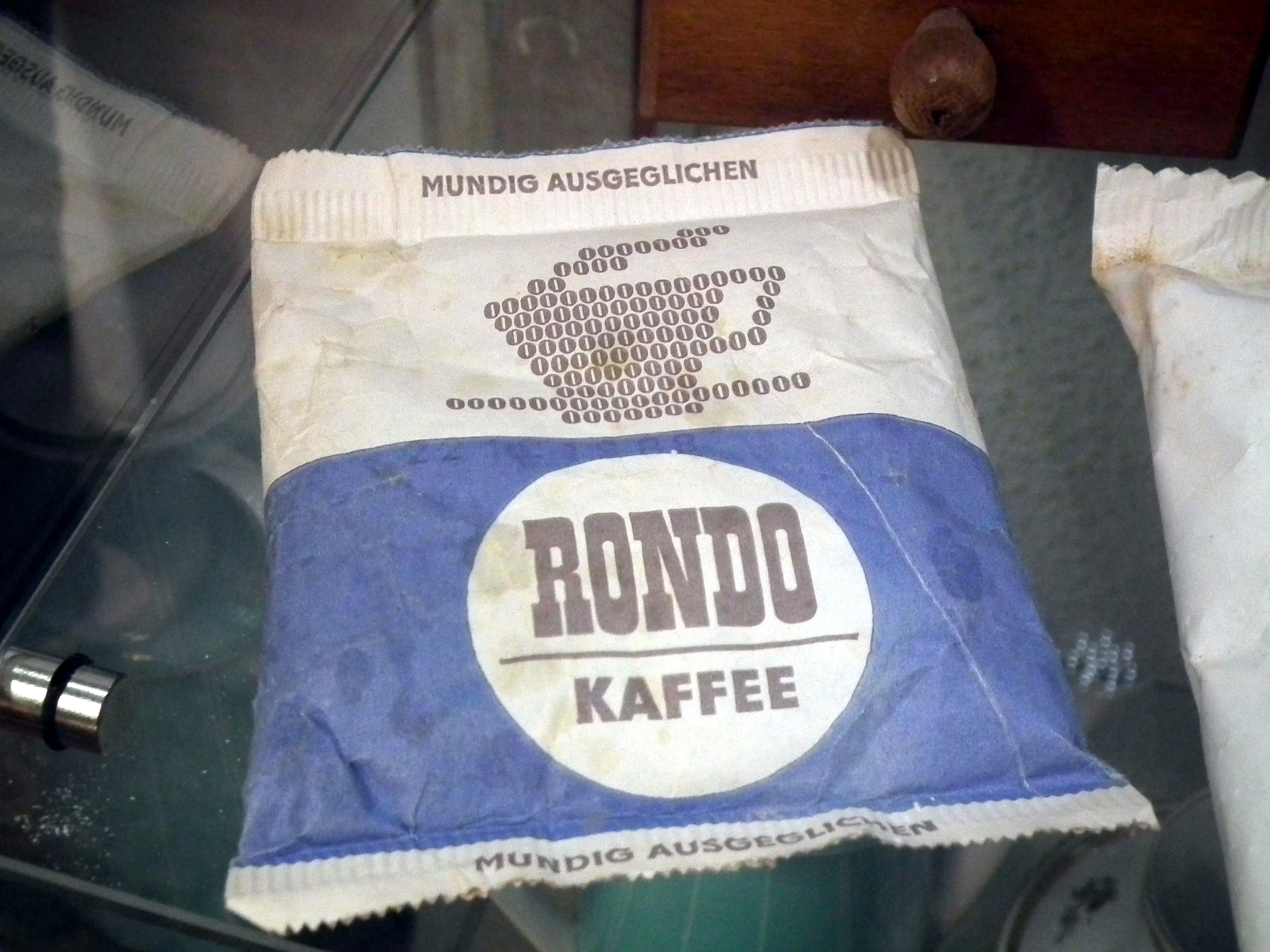
Packung Rondo Kaffee

Obwohl der Name Röstfein erst 1960 in der DDR als Warenzeichen eingetragen wurde, reicht der Ursprung der Marke bis in die Anfänge des 20. Jahrhunderts zurück. 1908 begannen die Bauarbeiten für die heutige Kaffeerösterei in der Magdeburger Hafenstraße. Inhaber und Betreiber war das Unternehmen Kathreiners Malzkaffeefabriken, das zu den bedeutendsten Malzkaffee-Herstellern der damaligen Zeit zählte. Bis 1945 wurden im Magdeburger Werk die Malzkaffeesorten „Kneipp Malzkaffee“ und „Linde“ produziert.
Nach Ende des Zweiten Weltkrieges wurde das Magdeburger Werk enteignet. Die Malzkaffeeproduktion lief weiter. 1947 übernahm schließlich der Verband der Konsumgenossenschaften die Fabrik. Mit den neuen Betreibern begannen auch neue Zeiten für die Rösterei. 1954 wurde erstmals echter Bohnenkaffee geröstet, der im gleichen Jahr unter neuem Markennamen Röstfein auf den Markt kam.
Röstfein war schon in der DDR die bekannteste Kaffee-Dachmarke. In den 1970er Jahren wurden in Magdeburg und den sechs weiteren Röstereien der DDR jährlich etwa 50.000 Tonnen verschiedener Kaffeesorten wie z. B. Rondo („Jacobs ist die Krönung, aber Rondo ist der Gipfel“), Mona und Kosta hergestellt. Doch obwohl Kaffee (die gängigen drei Sorten Kosta, Rondo und Mona kosteten zwischen 30 und 40 DDR-Mark pro 500 Gramm) ein Luxusartikel war, reichte die Menge nicht, um den Bedarf der DDR-Bürger zu decken (vgl. Kaffeekrise in der DDR). Aus dieser Not heraus entwickelte man im Röstfein-Werk Magdeburg 1982 eine besonders sparsame Röstmethode: das Wirbelschicht-Röstverfahren. Dabei wurden die Bohnen nicht mehr wie bislang in der Trommel geröstet, wo stets ein wertvoller Teil verbrannte, sondern schwebend in heißem Wasserdampf. Die Erfindung trug zur quantitativ besseren Versorgung mit Bohnenkaffee bei und sicherte wenige Jahre später auch das Überleben der Marke.

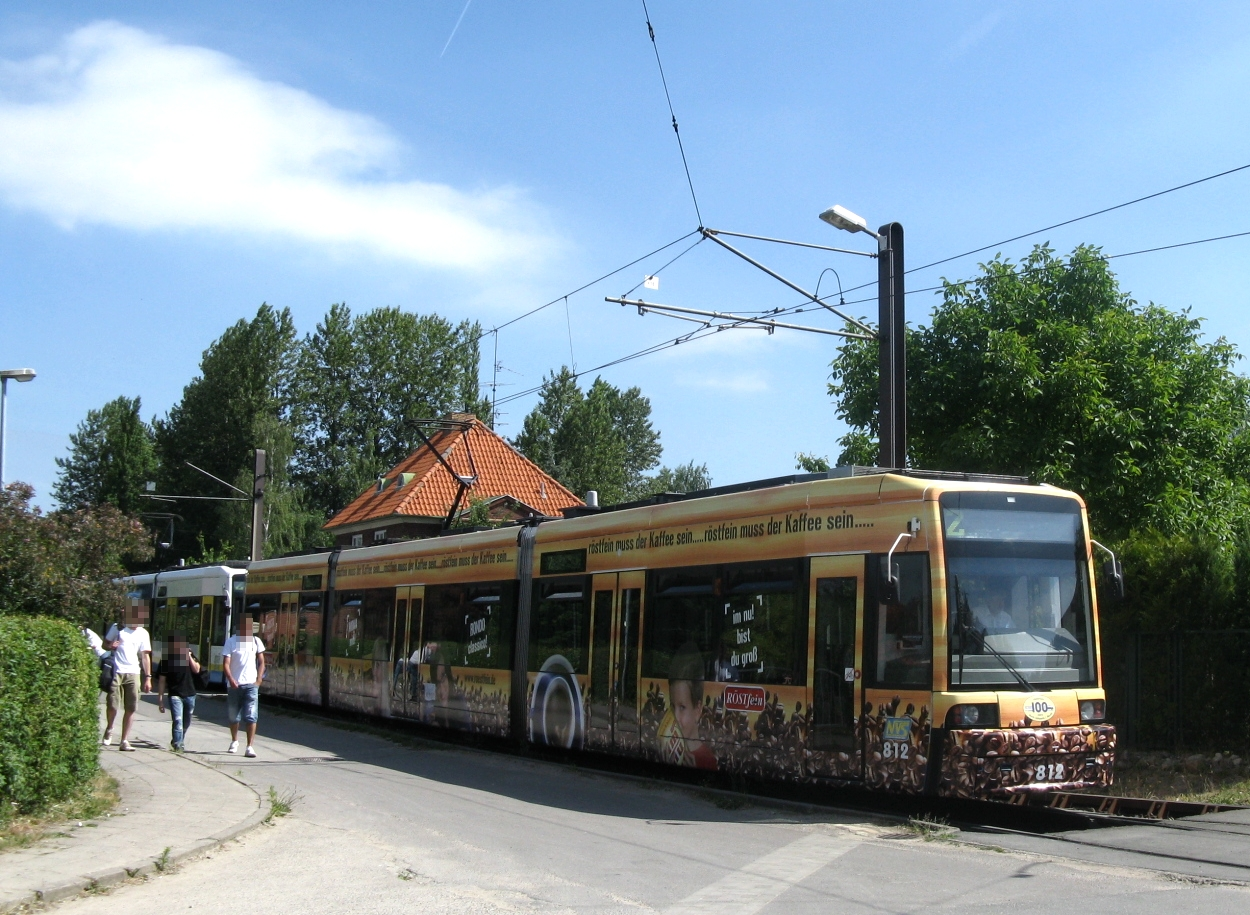
Straßenbahn in Schwerin mit Röstfein-Vollwerbung

Nach der Wende 1990 stand das Unternehmen Röstfein vor dem Aus. Die Kaffeesorten Rondo, Mona & Co. verschwanden aus den Regalen der Supermärkte. Weil der Appetit der ehemaligen DDR-Bürger erst einmal den westlichen Kaffeemarken galt, kämpften die sieben DDR-Röstereien ums Überleben. Nur eine von ihnen schaffte es. Auch dank der neuartigen Wirbelschichttechnik blieb die Magdeburger Rösterei marktfähig. Bis 1996 produzierte Röstfein weiter Kaffee, jedoch nicht unter eigenem Namen. Vor allem durch die Produktion für Industriekooperationen konnte Röstfein am Markt bestehen. Treibende Kraft war der Direktor Manfred Winkelmann.
Im Jahr 1997 entschied sich Röstfein für die Wiedereinführung von Rondo Melange. Im Laufe der folgenden Jahre brachte die Rösterei weitere traditionelle Sorten wie Mocca Fix, Mona und „Im Nu“ wieder auf den Markt. Die Kaffeespezialität Rondo Melange, veredelt mit kandierten Bohnen, ist heute das absatzstärkste Produkt des Unternehmens. 2006 kam die Marke O´VERDE ein Biokaffee aus kontrolliert ökologischem Anbau dazu.
Mit dem Wirbelschicht-Röstverfahren, das 2002 modernisiert wurde, kann gleichzeitig geröstet und kandiert werden.
Röstfein-Kaffees werden vor allem in Ostdeutschland und zunehmend auch in Westdeutschland getrunken. Außerdem exportiert Röstfein seine Produkte in die Niederlande, nach Belgien, Luxemburg, Spanien, Griechenland, Dubai, Polen, in die Ukraine, nach Litauen, Lettland, Russland, in die Slowakei, nach Rumänien, Namibia, Ägypten und in die Elfenbeinküste.

## Kaffee-Graffiti-Kunstwerk
Von August bis Oktober 2010 entstand Deutschlands größtes Kaffee-Graffiti-Kunstwerk. Der Magdeburger Künstler Poke und Röstfein kreierten die Welt des Kaffees vom Anbau der Bohne über die Ernte, den Transport und die Verarbeitung bis hin zum Genuss. Poke sprayte das Graffiti in über 30 verschiedenen Farben und verbrauchte dabei 800 Spraydosen.

## Produkte
Folgende Kaffeesorten werden unter der Dachmarke Röstfein geführt:
- Rondo Melange
- Rondo Melange Entcoffeiniert
- Rondo Cappuccino
- Rondo Cappuccino Diät (z.Z.  nicht im Angebot)
- Mona Gourmet
- Mona Crema
- Mona Espresso
- Mocca Fix Gold
- Mocca Fix Melange
- Kosta Espresso (z.Z.  nicht im Angebot)
- O’Verde Bio-Kaffee
- Im Nu Original (Malzkaffee)
- Im Nu Milch & Honig (Malzkaffee)
- Im Nu Schoko (Malzkaffee)
- Café Mokka
- Café mild
- Café entcoffeiniert